# Тарза
Тарза — лесной поселок в Няндомском районе Архангельской области.

## География
Находится в юго-западной части Архангельской области на расстоянии приблизительно 90 км на север по прямой от административного центра района города Няндома у одноименной станции Северной железной дороги.

## История
Поселок возник в начале 1930-х годов. Здесь работал лесопункт Шалакушского леспромхоза. До 2022 года входил в Шалакушское сельское поселение до его упразднения.

## Население
| 2002 | 2010 | 2012 |
| ---- | ---- | ---- |
| 216  | ↘101 | ↗142 |

Численность населения: 211 человек (русские 96 %) в 2002 году, 101 в 2010.